# Iampil, Bilohirea
Iampil (în ucraineană Ямпіль) este o așezare de tip urban din raionul Bilohirea, regiunea Hmelnîțkîi, Ucraina. În afara localității principale, mai cuprinde și satele Didkivți, Lepesivka, Norîliv și Pankivți.

## Demografie
Componența lingvistică a așezării de tip urban Iampil
     Ucraineană (97,98%)
     Rusă (1,88%)
     Alte limbi (0,09%)
Conform recensământului din 2001, majoritatea populației așezării de tip urban Iampil era vorbitoare de ucraineană (97,98%), existând în minoritate și vorbitori de rusă (1,88%).